# Cynthia koreana
Cynthia koreana är en fjärilsart som beskrevs av Felix Bryk 1946. Cynthia koreana ingår i släktet Cynthia och familjen praktfjärilar. Inga underarter finns listade i Catalogue of Life.